# Poncione d'Arzo
Il Poncione d'Arzo è una montagna che raggiunge i 1017 m s.l.m. e fa parte delle Prealpi varesine. Si trova al confine tra l'Italia e la Svizzera.

## Toponimo

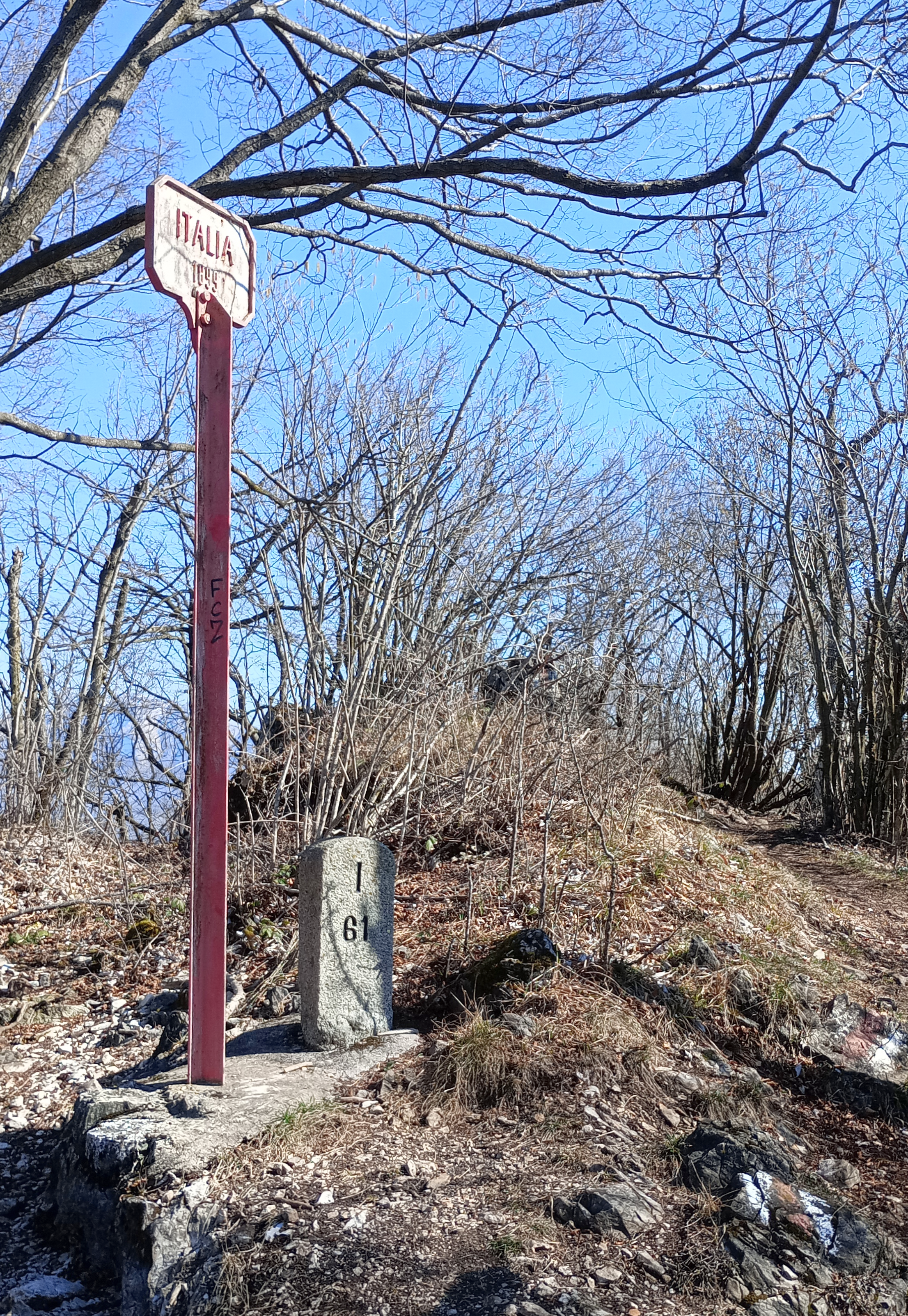
Il cippo confinario n.61 e, sul retro, la cima del monte

Il Poncione d'Arzo si trova a breve distanza dal Monte Pravello, e alcuni testi considerano i due toponimi come sinonimi riferiti alla stessa montagna. La denominazione Monte Pravello sarebbe quella data al monte dagli abitanti del Varesotto. Anche in passato però vari documenti ufficiali, sia italiani che svizzeri, distinguevano tra loro i due rilievi.
L'Ufficio federale di topografia della Svizzera (Swisstopo) riporta nella cartografia ufficiale elvetica le due montagne separate, assegnando una quota di 1010 m al Monte Pravello e di 1017 m al Poncione d'Arzo. La vecchia tavoletta 1:25.000 dell'IGM assegnava al Monte Pravello una quota di 1015 m, mentre non menzionava il Poncione d'Arzo ma solo il cippo confinario n.61.
Il termine poncione compare in vari toponimi delle Prealpi lombarde e ticinesi con il significato di punta rocciosa, e deriva dal termine dialettale puncio (punta). Arzo si riferisce all'omonimo centro abitato del Mendrisiotto.

## Descrizione
La montagna, assieme al vicino monte Pravello, domina da sud-est Porto Ceresio, mentre nella direzione opposta si trova l'abitato di Meride. Alle sue pendici meridionali sorgono Viggiù e Saltrio, in Italia, e Arzo, in Svizzera. Idrograficamente il Poncione d'Arzo si trova nel bacino del torrente Gaggiolo, un affluente di sinistra dell'Olona. 
Amministrativamente il suo versante meridionale è compreso nel territorio del comune di Saltrio, in provincia di Varese (Lombardia). La prominenza topografica è di 347 m.
Nei pressi del monte si trovano le trincee e le fortificazioni che costituivano la cosiddetta Linea Cadorna, realizzata all'inizio del XX secolo per prevenire una possibile (ma mai avvenuta) invasione da nord del territorio italiano. A breve distanza dalla cima nel 2022 è stato inaugurato un monumento, opera della scultrice Sara Marioli, in ricordo del tentativo di espatrio della allora giovanissima senatrice a vita italiana Liliana Segre, che nel dicembre del 1943 con il padre tentò di trovare riparo in Svizzera dalla persecuzione degli ebrei in atto in Italia. 

## Geologia
Il monte è costituito da rocce  sedimentarie di tipo dolomitico, e la zona è ricca di fossili. Il versante che guarda verso Mendrisio è sfruttato fin dal Medioevo per l'estrazione di un "marmo" molto apprezzato. La roccia estratta è in realtà, da un punto di vista strettamente geologico, una breccia, presente in diverse tipologie e colorazioni.

## Accesso alla vetta

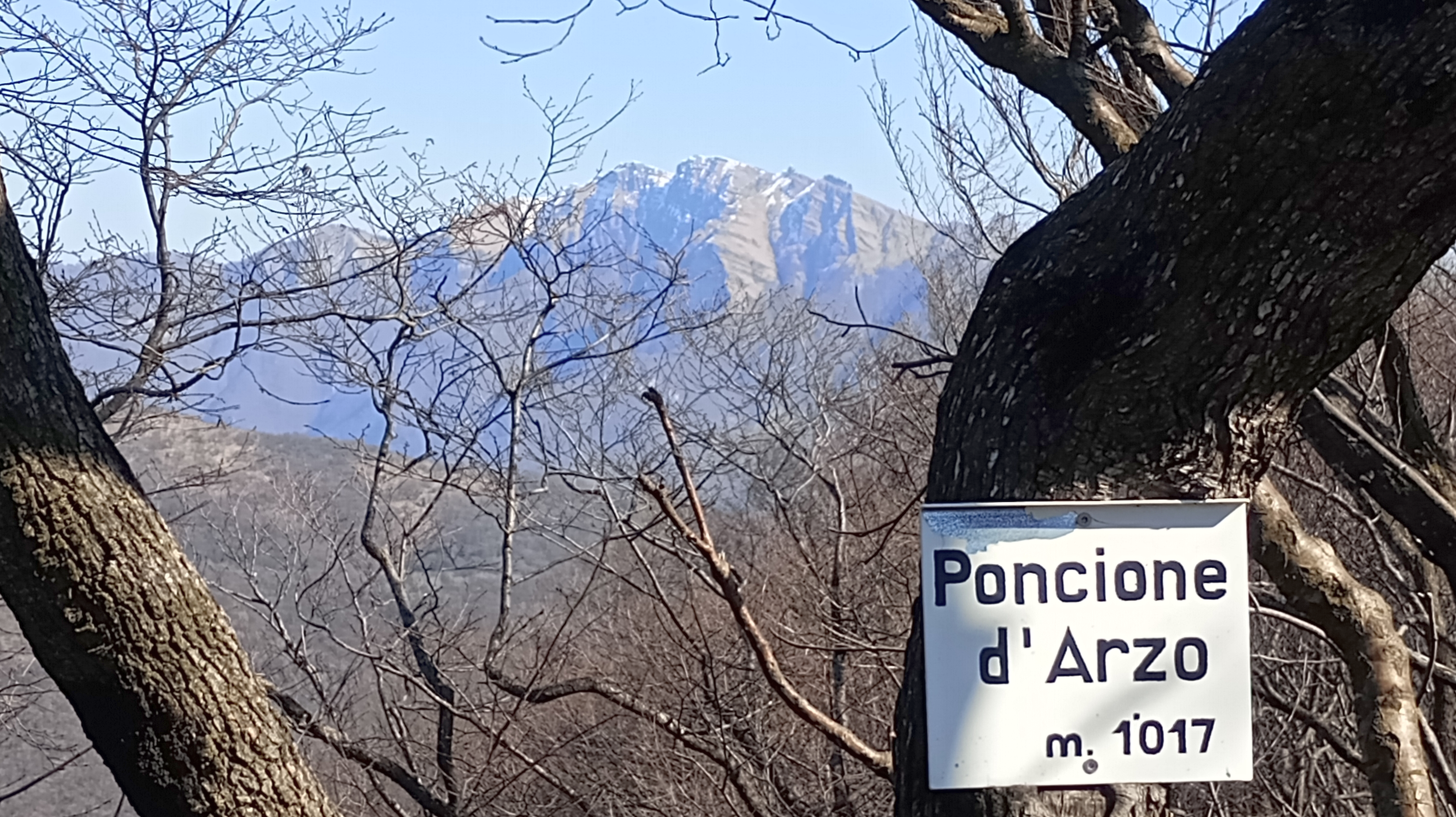
La vetta del monte e, sullo sfondo, il Monte Generoso

La cima del Poncione d'Arzo è raggiungibile per sentiero sia per la cresta nord, percorsa da un sentiero che la collega con la sella della Cappella del Crocifisso (671 m), in comune di Mendrisio e a sua volta raggiungibile in auto o in bus. Sempre per sentiero si può salire anche da sud, con partenza da Viggiù  o da Saltrio, passando in questo caso nei pressi del Monte Orsa e percorrendo i camminamenti della Linea Cadorna. Si tratta comunque di itinerari di tipo escursionistico, la cui difficoltà è valutata come E.

### Punti d'appoggio
Sul lato italiano della montagna, non molto lontano dalla cima, si trova il Rifugio Monte Pravello, di proprietà del Gruppo Antincendio Val Ceresio. La struttura è riservata ai soci, ma dispone di un locale destinato a bivacco e sempre aperto.